# Dan Fallows
Dan Fallows, född 13 november 1973, är en brittisk ingenjör som var senast teknisk direktör för det brittiska Formel 1-stallet Aston Martin F1 mellan den 2 april 2022 och 12 november 2024.
Han avlade master i flyg- och rymdteknik samt rymdfart vid University of Southampton. År 1997 inledde Fallows sin yrkeskarriär inom motorsport med att arbeta med aerodynamik för racerbilstillverkaren Lola. År 2001 kom han till Formel 1 och fick en anställning som senior aerodynamiker hos Jaguar Racing. I november 2004 köptes stallet av den österrikiska energidryckstillverkaren Red Bull Gmbh och stallet blev året efter Red Bull Racing. Fallows blev kvar i stallet men han lämnade senare under året F1 för att vara chef för racerbilstillverkaren Dallaras aerodynamiska avdelning. År 2006 återvände Fallows dock till F1 och Red Bull Racing för att vara lagledare på deras avdelning för aerodynamik. Åren 2010–2013 vann Red Bull och Fallows fyra raka förar- och konstruktörsmästerskap. I januari 2014 skrev Fallows på ett kontrakt med McLaren om att arbeta för dem medan i april offentliggjorde Red Bull att Fallows hade blivit befordrad till att bli chef för aerodynamikavdelningen. Det blev rättsliga efterspel mellan stallen men de kunde komma överens om en förlikning i juni, vilket ledde till att Fallows stannade kvar i Red Bull medan Red Bull-anställde Peter Prodromou fick ansluta sig till McLaren tidigare än vad det hade sagts från början. I juni 2021 meddelades det att Fallows hade blivit utsedd som ny teknisk direktör för Aston Martin F1. Dock blev det även denna gång rättsliga efterspel eftersom Red Bull ansåg att han kunde bara ansluta sig till Aston Martin den 1 juli 2023 medan Aston Martin ansåg att Fallows hade rätt att ansluta sig den 1 januari 2022. Det gick så långt att stallen möttes i domstol men de kunde dock komma överens, efter förhandlingar, om att han kunde istället ansluta sig till Aston Martin den 2 april 2022. Han var också delaktig när Red Bull vann förarmästerskapet för säsongen 2021.